# Białe zapalenie płuc
Białe zapalenie płuc (łac. i ang. pneumonia alba) – rzadkie zapalenie płuc występujące u noworodków chorych na kiłę wrodzoną. Może być przyczyną niewydolności oddechowej.